# Мурзин, Евгений Александрович
Евгений Александрович Мурзин (25 октября (7 ноября) 1914, Самара — 27 февраля 1970, Москва) — советский инженер, изобретатель одного из первых в мире фото-оптических синтезаторов — «АНС», основатель Московской экспериментальной студии электронной музыки, кандидат технических наук.

## Биография
Окончил с отличием Самарский строительный техникум в 1933 году. В 1938 году окончил с отличием Московский институт инженеров коммунального строительства и был принят в аспирантуру, которую окончил в 1941 году. В этот период Мурзин обратился в Московскую консерваторию с проектом синтезатора музыкальных звуков.
С июля 1941 года Мурзин служит в Красной Армии со специализацией в области приборостроения, окончил курсы воентехников при Артиллерийской академии им. Дзержинского. В качестве военного изобретателя старший техник-лейтенант Мурзин в 1942 году был направлен в НИИ-5 для реализации своего изобретения — электромеханического ПУАЗО. Под руководством Мурзина проводилась разработка и испытания на полигонах и в боевых условиях приборов управления огнём наземной артиллерии, принятые на вооружение. В 1945 году защитил в МВТУ кандидатскую диссертацию по специальности военное приборостроение.
В дальнейшем занимался разработкой аппаратуры звукометрической разведки наземной артиллерии, приборных методов наведения истребителей-перехватчиков на бомбардировщики противника.
В 1949—1950 годах Е. А. Мурзин — заместитель главного конструктора аппаратуры оборудования КП авиационных соединений ВВС для управления и наведения истребителей Ясень-1.
В 1951—1953 годах — главный конструктор аппаратуры командного пункта наведения и управления истребительного авиационного корпуса ПВО страны — Ясень-2. Им были разработаны и в дальнейшем реализованы принципы управления активными средствами ПВО.
Умер в 1970 году в Москве, похоронен на Введенском кладбище (22 уч.).

### Разработка синтезатора
В 1938 году Евгений Мурзин предложил проект универсального синтезатора звуков, названного в честь Александра Николаевича Скрябина «АНС». Мурзин убедил своё военное начальство, что синтезатор не только музыкальный инструмент. Он может кодировать любые сообщения, после чего они не поддаются расшифровке. Проект был представлен Янковскому Б. А. и проф. Гарбузову Н. А. в Московскую консерваторию.
Макет строился более 10 лет в коммунальной квартире на деньги изобретателя в нерабочее время. Действующий макет был построен лишь в 1958 году. Впервые в истории музыки стало возможным свести воедино три процесса: сочинение, запись и исполнение. Использовался уникальный оптический метод синтеза. В октаве АНС 72 звука.
- 1-й вариант инструмента — 576 чистых тонов, перекрывающих диапазон 42 — 10800 Гц., 8 октав, 72-х ступенная темперация, 4 оптических диска, каждый диск — 144 дорожки (2 октавы), диаметры 120—130 мм, ширина 0,31 мм, скорости вращения: 12, 3, 3/4, 3/16 сек −1.
- 2-й вариант инструмента 720 чистых тонов, диапазон 21 Гц — 21,6 кГц (10 октав), 5 оптических дисков, скорости: 24, 6, 6/4. 6/16, 6/64 сек −1.

Отработка органов управления инструмента и экспериментальная работа проводилась при участии композиторов Эдуарда Артемьева и Станислава Крейчи. В числе первых композиторов на АНС работали Николай Никольский и Пётр Мещанинов.
В 1959 г. АНС был установлен в доме-музее Скрябина. Позднее на его базе была создана первая в СССР студия электронной музыки, в которой начинали или какое-то время работали такие известные композиторы и теоретики, как Шнитке, Губайдулина, Артемьев, Крейчи, Немтин, Мещанинов.
Композитор Дмитрий Шостакович так писал о синтезаторе Е. Мурзина:
Фотоэлектрический музыкальный синтезатор АНС представляет собой большой интерес для композиторов. Он очень расширяет творческую фантазию и даёт большой простор для творческой изобретательности
Первые сочинения, созданные на АНС, были исполнены в 1961 г. на выставках в Лондоне и Париже.

## Награды
- Медаль «За победу над Германией в Великой Отечественной войне 1941—1945 гг.»
- Орден «Знак Почета» (Приказ подразделения №: 223/159 от: 17.11.1945)[10]
- Медаль «За боевые заслуги» (19.11.1951)[10]
- Орден Красной Звезды

## Дискография
- АНС-синтезатор — LP/ Электронная музыка, 1970 год, Melodia, D 25631-2, СССР, запись 1969 года[12]
- «Музыкальное приношение», 1990 год, Мелодия, С60 30721 000, запись 1971 года[13]
- Электроакустическая музыка. Том IV. Синтезатор АНС. 1964—1971, Electroshock Records, ELCD 011, Россия, 1999 год[14]

## Документалистика
- Полковник Мурзин. Геометрия музыки. Документальный фильм Телеканала Культура
- Документальный фильм из цикла «Первые в мире». Автор и режиссёр: Алексей Артемьев. Телекомпания «Голд Медиум» по заказу ГТРК «Культура». 2018 г (2 сентября 2018). Синтезатор Мурзина.  15 мин. Россия-Культура. {{cite episode}}: |series= пропущен или пуст (справка); Внешняя ссылка в |credits= (справка)